# Хосеба Сальдуа
Хосеба Сальдуа Бенгоечеа (ісп. Joseba Zaldúa Bengoetxea; 24 червня 1992, Сан-Себастьян) — іспанський футболіст, правий захисник клубу «Кадіс».

## Клубна кар'єра
Сальдуа народився в Сан-Себастьяні (Гіпускоа) і є вихованцем місцевого клубу «Реал Сосьєдад». В основну команду він потрапив, зігравши чотири сезони за резервну команду в Сегунді В.
23 листопада 2013 року Сальдуа зіграв свій перший офіційний матч за основну команду, провівши 80 хвилин на полі у переможній (4:3) грі проти «Сельти». Приблизно місяць по тому він підписав новий контракт з басками до 2016 року.
20 травня 2014 року Сальдуа продовжили контракт до 2018 року, що пов'язано з досить постійною появою на полі за «Реал Сосьєдад».

## Статистика виступів за клуби
Станом на 27 січня 2020
| Сезон                       | Клуб                        | Дивізіон                    | Ліга | Ліга | Кубок | Кубок | Європа | Європа | Загалом | Загалом |
| Сезон                       | Клуб                        | Дивізіон                    | Ігри | Голи | Ігри  | Голи  | Ігри   | Голи   | Ігри    | Голи    |
| --------------------------- | --------------------------- | --------------------------- | ---- | ---- | ----- | ----- | ------ | ------ | ------- | ------- |
| 2010/11                     | Реал Сосьєдад Б             | Сегунда Дивізіон Б          | 1    | 0    | -     | -     | -      | -      | 1       | 0       |
| 2011/12                     | Реал Сосьєдад Б             | Сегунда Дивізіон Б          | 20   | 1    | -     | -     | -      | -      | 20      | 1       |
| 2012/13                     | Реал Сосьєдад Б             | Сегунда Дивізіон Б          | 32   | 1    | -     | -     | -      | -      | 32      | 1       |
| Загалом за Реал Сосьєдад Б  | Загалом за Реал Сосьєдад Б  | Загалом за Реал Сосьєдад Б  | 67   | 2    | -     | -     | -      | -      | 67      | 2       |
| 2013/14                     | Реал Сосьєдад               | Сегунда Дивізіон Б          | 14   | 0    | -     | -     | -      | -      | 14      | 0       |
| 2013/14                     | Реал Сосьєдад               | Прімера Дивізіон            | 10   | 0    | 7     | 0     | 0      | 0      | 17      | 0       |
| 2014/15                     | Реал Сосьєдад               | Прімера Дивізіон            | 23   | 0    | 1     | 0     | 4      | 0      | 28      | 0       |
| 2015/16                     | Реал Сосьєдад               | Прімера Дивізіон            | 13   | 0    | 0     | 0     | -      | -      | 13      | 0       |
| 2016/17                     | Реал Сосьєдад               | Прімера Дивізіон            | 14   | 0    | 3     | 0     | -      | -      | 17      | 0       |
| 2017/18                     | Леганес                     | Прімера Дивізіон            | 30   | 1    | 0     | 0     | -      | -      | 30      | 1       |
| 2018/19                     | Реал Сосьєдад               | Прімера Дивізіон            | 26   | 1    | 3     | 0     | -      | -      | 29      | 1       |
| 2019/20                     | Реал Сосьєдад               | Прімера Дивізіон            | 19   | 0    | 1     | 0     | -      | -      | 20      | 0       |
| Загалом у Прімера Дивізіоні | Загалом у Прімера Дивізіоні | Загалом у Прімера Дивізіоні | 135  | 2    | 15    | 0     | 4      | 0      | 144     | 2       |

## Титули і досягнення
- Володар Кубка Іспанії (1):

«Реал Сосьєдад»: 2019-20